# 哈布拉
哈布拉（Habra），是印度西孟加拉邦North Twentyfour Parganas县的一个城镇。总人口127695（2001年）。

## 人口
该地2001年总人口127695人，其中男性65263人，女性62432人；0—6岁人口12343人，其中男6275人，女6068人；识字率78.56%，其中男性为82.80%，女性为74.13%。